# Vuelta a Colombia
Die Vuelta a Colombia (dt. Kolumbien-Rundfahrt) ist ein kolumbianisches Straßenradrennen für Männer.
Das Etappenrennen wurde 1951 zum ersten Mal ausgetragen und findet seitdem jährlich im August statt. Austragungsort sind die verschiedenen Regionen Kolumbiens und manchmal auch Teile Venezuelas. Von 2005 bis 2017 zählte die Vuelta a Colombia zur UCI America Tour und war in die Kategorie 2.2 eingestuft. Ab 2018 hatte das Rennen keinen UCI-Status mehr und war nur noch Teil des nationalen Kalenders, seit 2021 steht es wieder im Rennkalender der UCI.
Rekordsieger ist der Kolumbianer Rafael Antonio Niño, der das Rennen sechsmal für sich entscheiden konnte.
Neben der Austragung für die Elite-Männer gibt es auch eine Rundfahrt für die U23, auch als Vuelta de la Juventud Colombia bezeichnet. Diese ist Teil des nationalen Kalenders und wird unabhängig vom Elite-Rennen zu einem anderen Zeitpunkt ausgetragen.

## Palmarès
| Jahr | Sieger                   | Zweiter                    | Dritter                    |
| ---- | ------------------------ | -------------------------- | -------------------------- |
| 1951 | Efraín Forero            | Roberto Cano               | Pedro Nel Gil              |
| 1952 | José Beyaert             | Humberto Varisco           | Pedro Nel Gil              |
| 1953 | Ramón Hoyos              | José Beyaert               | Héctor Mesa Monsalve       |
| 1954 | Ramón Hoyos              | Justo Londoño              | Héctor Mesa Monsalve       |
| 1955 | Ramón Hoyos              | Honorio Rúa                | Reinaldo Medina            |
| 1956 | Ramón Hoyos              | Jorge Luque                | Efraín Forero              |
| 1957 | José Gómez del Moral     | Efraín Forero              | Jorge Luque                |
| 1958 | Ramón Hoyos              | Hernán Medina              | Honorio Rúa                |
| 1959 | Rubén Darío Gómez        | Hernán Medina              | Honorio Rúa                |
| 1960 | Hernán Medina            | Roberto Buitrago           | Rubén Darío Gómez          |
| 1961 | Rubén Darío Gómez        | Hernán Medina              | Roberto Buitrago           |
| 1962 | Roberto Buitrago         | Martín Emilio Rodríguez    | Javier Suárez              |
| 1963 | Martín Emilio Rodríguez  | Rubén Darío Gómez          | Pablo Hernández            |
| 1964 | Martín Emilio Rodríguez  | Rubén Darío Gómez          | Pablo Hernández            |
| 1965 | Javier Suárez            | Martín Emilio Rodríguez    | Rubén Darío Gómez          |
| 1966 | Martín Emilio Rodríguez  | Javier Suárez              | Carlos Montoya Arias       |
| 1967 | Martín Emilio Rodríguez  | Javier Suárez              | Álvaro Pachón Morales      |
| 1968 | Pedro Julio Sánchez      | Javier Suárez              | Fulgencio Sánchez          |
| 1969 | Pablo Hernández          | Martín Emilio Rodríguez    | Gustavo Rincón             |
| 1970 | Rafael Antonio Niño      | Gustavo Rincón             | Miguel Samacá              |
| 1971 | Álvaro Pachón Morales    | Miguel Samacá              | Rafael Antonio Niño        |
| 1972 | Miguel Samacá            | Carlos Campaña             | Gonzalo Marín              |
| 1973 | Rafael Antonio Niño      | Miguel Samacá              | Álvaro Pachón Morales      |
| 1974 | Miguel Samacá            | Norberto Cáceres           | Luis Díaz                  |
| 1975 | Rafael Antonio Niño      | José Patrocinio Jiménez    | Carlos Siachoque           |
| 1976 | José Patrocinio Jiménez  | Plinio Casas               | Arturo Matamoros           |
| 1977 | Rafael Antonio Niño      | José Patrocinio Jiménez    | Alfonso Flórez Ortiz       |
| 1978 | Rafael Antonio Niño      | Alfonso Flórez Ortiz       | Gonzalo Marín              |
| 1979 | Alfonso Flórez Ortiz     | Julio Rubiano              | José Patrocinio Jiménez    |
| 1980 | Rafael Antonio Niño      | Alfonso Flórez Ortiz       | José Patrocinio Jiménez    |
| 1981 | Fabio Parra              | Julio Rubiano              | Epifanio Arcila            |
| 1982 | Cristóbal Pérez          | Rafael Acevedo             | Israel Corredor            |
| 1983 | Alfonso Flórez Ortiz     | Luis Herrera               | José Patrocinio Jiménez    |
| 1984 | Luis Herrera             | Pacho Rodríguez            | Fabio Parra                |
| 1985 | Luis Herrera             | Fabio Parra                | Manuel Ignacio Gutiérrez   |
| 1986 | Luis Herrera             | Omar Hernández             | Israel Corredor            |
| 1987 | Pablo Wilches            | Luis Herrera               | Gustavo Wilches            |
| 1988 | Luis Herrera             | Álvaro Mejía               | Pablo Wilches              |
| 1989 | Oliverio Rincón          | Fabio Parra                | Reynel Montoya             |
| 1990 | Gustavo Wilches          | Héctor Patarroyo           | Pacho Rodríguez            |
| 1991 | Álvaro Sierra            | Óscar Vargas               | José Martín Farfán         |
| 1992 | Fabio Parra              | Luis Espinosa              | Luis Alberto González      |
| 1993 | Carlos Jaramillo         | Édgar Humberto Ruiz        | Israel Ochoa               |
| 1994 | José Jaime González      | Álvaro Sierra              | Carlos Jaramillo           |
| 1995 | José Jaime González      | Juan Diego Ramírez         | Álvaro Sierra              |
| 1996 | Miguel Ángel Sanabria    | Héctor Iván Palacio        | Luis Alberto González      |
| 1997 | José Castelblanco        | Jair Bernal                | Héctor Iván Palacio        |
| 1998 | José Castelblanco        | Iván Parra                 | Libardo Niño               |
| 1999 | Carlos Alberto Contreras | Alexis Rojas               | Félix Cárdenas             |
| 2000 | Héctor Iván Palacio      | Élder Herrera              | Héctor Castaño             |
| 2001 | Hernán Buenahora         | Juan Diego Ramírez         | Jairo Hernández            |
| 2002 | José Castelblanco        | Élder Herrera              | Libardo Niño               |
| 2003 | Libardo Niño             | Félix Cárdenas             | Álvaro Sierra              |
| 2004 | Libardo Niño             | Jairo Hernández            | Heberth Gutiérrez          |
| 2005 | Libardo Niño             | Walter Pedraza             | Álvaro Sierra              |
| 2006 | José Castelblanco        | Daniel Rincón              | Álvaro Sierra              |
| 2007 | Santiago Botero          | Hernán Buenahora           | Israel Ochoa               |
| 2008 | Giovanny Báez            | Mauricio Ortega            | Alejandro Ramírez Calderón |
| 2009 | José Rujano              | Freddy Montaña             | César Salazar              |
| 2010 | Sergio Henao             | José Rujano                | Francisco Colorado         |
| 2011 | Félix Cárdenas           | Giovanny Báez              | Freddy Montaña             |
| 2012 | Félix Cárdenas           | Alejandro Ramírez Calderón | José Flober Peña           |
| 2013 | Óscar Sevilla            | Alex Cano                  | Mauricio Ortega            |
| 2014 | Óscar Sevilla            | Fernando Camargo           | Alexis Camacho             |
| 2015 | Óscar Sevilla            | Mauricio Ortega            | Luis Felipe Laverde        |
| 2016 | Mauricio Ortega          | Óscar Sevilla              | Alex Cano                  |
| 2017 | Aristóbulo Cala          | Alex Cano                  | Juan Pablo Suárez          |
| 2018 | Jonathan Caicedo         | Juan Pablo Suárez          | Óscar Sevilla              |
| 2019 | Fabio Duarte             | Salvador Moreno Hernández  | Óscar Sevilla              |
| 2020 | Diego Camargo            | Óscar Sevilla              | Juan Pablo Suárez          |
| 2021 | José Tito Hernández      | Ángel Alexander Gil        | Aristóbulo Cala            |
| 2022 | Fabio Duarte             | Hernando Bohórquez         | Julián Cardona             |
| 2023 | Rodrigo Contreras        | Wilson Estiben Peña Molano | Aldemar Reyes              |
| 2024 | Rodrigo Contreras        | Diego Camargo              | Wilson Estiben Peña Molano |
| 2025 | Rodrigo Contreras        | Diego Camargo              | Yeison Reyes               |